# When You're Through Thinking, Say Yes
When You're Through Thinking, Say Yes (comunemente abbreviato in WYTTSY) è il settimo studio album della pop punk band statunitense Yellowcard pubblicato il 22 marzo 2011 dalla Hopeless Records. Il titolo dell'album è un messaggio mandato dal cantante, Ryan Key, ad una ragazza con cui stava cercando di uscire. Ryan ha anche detto che la ragazza in questione è una chitarrista.

## Storia
Il primo singolo del CD, For You, and Your Denial, è stato trasmesso in anteprima sul sito AbsolutePunk ad inizio febbraio del 2011, ed in pochi minuti il sito ha registrato decine di migliaia di ascolti, finendo in crash. Ryan Key ha descritto questo come il momento più felice della sua intera carriera con gli Yellowcard, perché essendo la primissima canzone che commercializzavano dopo anni di pausa, ha capito che la band aveva ancora un futuro. Una volta messa in vendita su iTunes, ha poi raggiunto la prima posizione nella classifica alternative songs.

## Background
Ryan Key, parlando delle differenze nel processo di registrazione dell'album rispetto ai lavori precedenti, ha spiegato che per WYTTSY la band ha speso molto tempo a provare, registrare e modificare le varie tracce per ottenere esattamente il sound che voleva; questo è stato possibile sia perché ha avuto a disposizione una sala prove di proprietà dove poter suonare in ogni momento, sia perché, non avendo concerti in programma, gli Yellowcard hanno avuto molto più tempo a disposizione da dedicare al progetto. Questo ha fatto sì che l'intera band fosse presente alle varie fasi di registrazione e che si venisse a ricreare un clima interno simile a quello che si respirava nei primi lavori del gruppo.
Lo spirito dell'album e le sue tematiche derivano principalmente, secondo Key, dalla ritrovata energia della band e dalla volontà di comunicare al mondo che gli Yellowcard erano tornati ed erano pronti a riprendersi tutto quanto avevano lasciato 3 anni prima con la separazione. Il cantante ha anche aggiunto che a suo parere WYTTSY è l'album che più si avvicina allo spirito di Ocean Avenue: ai tempi, i membri della band erano ancora molto giovani e pieni di ottimismo e speranze per il futuro, e questo si era riflesso nell'album; la stessa positività è stata ritrovata nella composizione di quest'album, dopo la necessaria pausa di due anni e mezzo tra il 2008 ed il 2010.

## Classifiche
L'album debutta in un buon 19º posto nella Billboard 200 (il predecessore Paper Walls si era classificato 13º, ma bisogna tener conto del fatto che era uscito con una major ed in tempi in cui il rock era costantemente nel mainstream, a differenza che nel 2011. Inoltre, la band viene da una lunga pausa di 4 anni). Ha poi raggiunto il 5º posto nella classifica degli album alternativi ed il 16º in quella degli album su internet.
L'album entra anche nella classifica australiana, posizionandosi al 41º posto.
| Classifica                | Posizione |
| ------------------------- | --------- |
| Australia                 | 41        |
| Stati Uniti               | 19        |
| Stati Uniti (alternative) | 5         |
| Stati Uniti (internet)    | 16        |

## Tracce
Testi di Ryan Key, musiche di Yellowcard.
1. The Sound of You and Me – 4:36
2. For You, and Your Denial – 3:33
3. With You Around – 3:01
4. Hang You Up – 4:02
5. Life of Leaving Home – 3:24
6. Hide – 3:13
7. Soundtrack – 3:35
8. Sing for Me – 3:54
9. See Me Smiling – 3:50
10. Be the Young – 3:56

## Formazione
- Ryan Key – voce e chitarra
- Sean Mackin – violino e voce di fondo
- Ryan Mendez – chitarra
- Sean O'Donnell – basso
- Longineu W. Parsons III – batteria

## Curiosità
For You, and Your Denial è il primo singolo pubblicato dopo il ritorno della band, e compare sulla compilation estiva Another Hopeless Summer 2011. Il cantante Ryan Key, poco dopo l'uscita del secondo singolo Hang You Up, ha affermato che sperava in With You Around come terzo singolo estratto da WYTTSY (mentre è poi stata scelta Sing for Me). With You Around è stata riscritta molte volte perché Neal Avron continuava a sostenere che il ritornello non si agganciava bene col resto della canzone. Alla fine, privi di idee, gli Yellowcard hanno deciso di chiedere aiuto a qualche musicista esterno alla band, contattando Butch Walker che ha presentato un ritornello che si confaceva allo schema della canzone; tuttavia, la notte prima dell'ultimo giorno di registrazione, tornando a casa Key ha avuto l'ispirazione giusta per scrivere il ritornello e aveva in mente di entrare nell'appartamento in cui la band viveva durante le registrazioni e presentare il pezzo ai suoi compagni. Rientrando, il cantante ha trovato che tutti i membri della band stavano già dormendo, ed è così dovuto andare a letto senza poter provare il nuovo ritornello, sperando che la notte non cancellasse quello cui aveva pensato. Fortunatamente, la mattina dopo il ritornello era ancora in mente, e lo stesso Neal Avron ha riconosciuto che era ampiamente utilizzabile per la canzone, anche a discapito di quello fornito da Butch Walker. Nel ritornello, peraltro, sono citati i Saves the Day ("All I can think about is you and me driving with a Saves the Day record on"), una delle band di maggiore influenza per Key e con i quali gli Yellowcard sono andati in tour dopo l'uscita di WYTTSY. Il nome della band può anche essere inteso in senso letterale, perché "saves-the-day record" può avere il doppio senso di "album che ascoltandolo ti salva la giornata", rendendola migliore da negativa che era. Il cantante dei Saves the Day Chris Conley ha dichiarato di apprezzare la canzone. Secondo quanto affermato da Ryan Key, Life of Leaving Home è ispirata al percorso che ha portato Sean O'Donnell ad entrare a far parte della band. Lo stesso Sean ha poi precisato: "Stavamo parlando e pensando a tutti gli anni che abbiamo fatto in tour, lontano dalle nostre famiglie e come ci si sentiva all'inizio quando abbiamo capito cosa fare nella vita". Hang You Up era originariamente una canzone dei Big If, scritta nel 2008 poco dopo la pausa che gli Yellowcard si erano presi. Secondo Sean O'Donnell, Soundtrack contiene qualche elemento preso dal film Alice in Wonderland, di Tim Burton.